# Чжань Цзыцянь

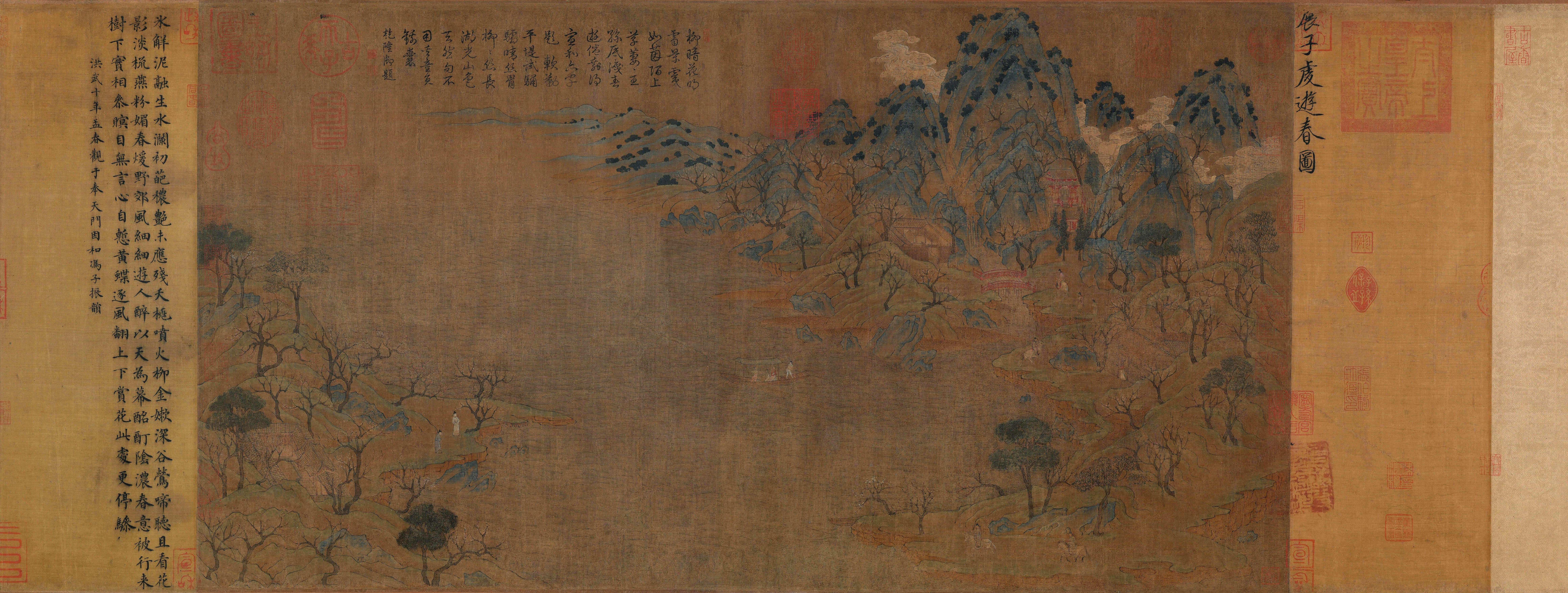
Чжань Цзыцянь. Весенняя прогулка. Сунская копия работы конца VI века. Гугун, Пекин.

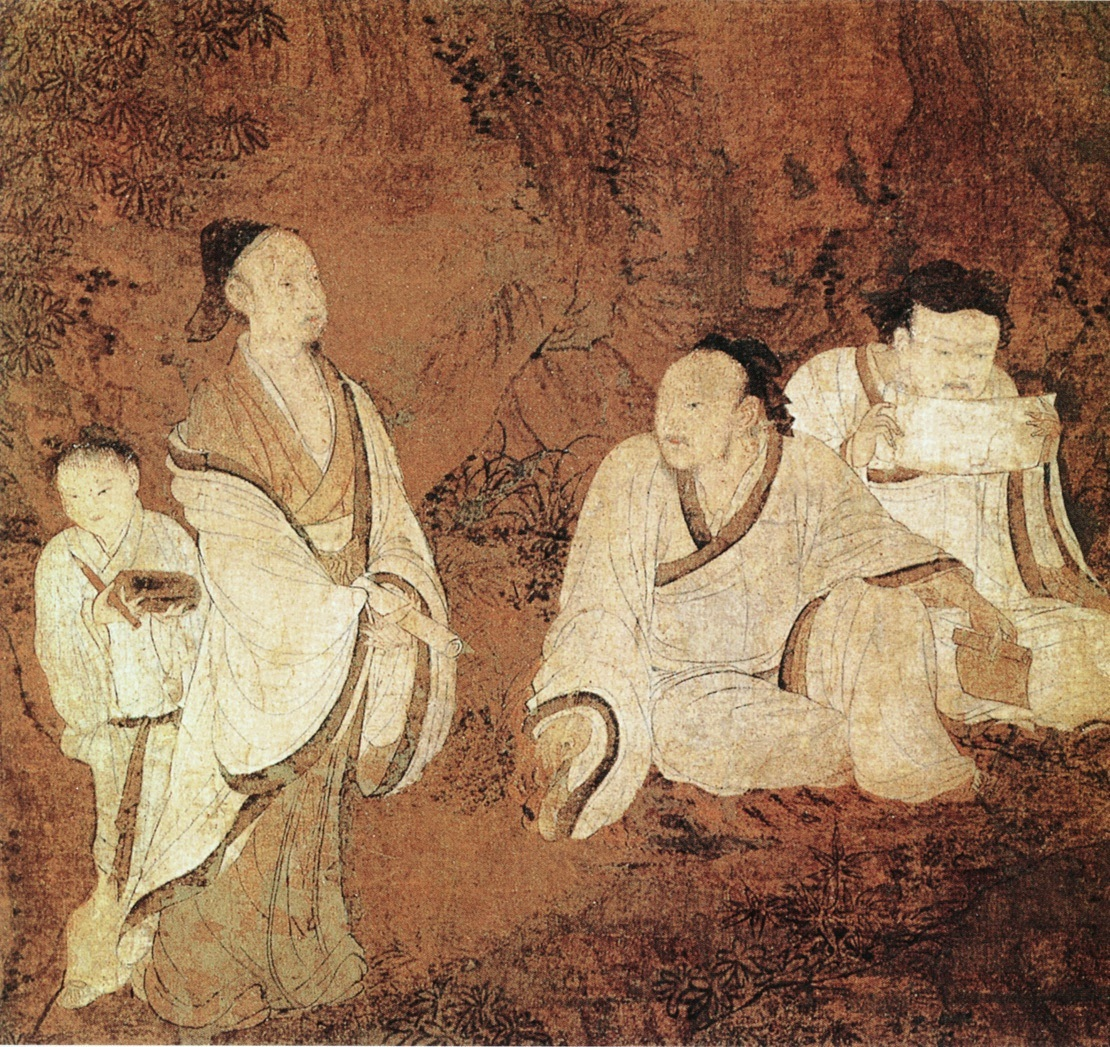
Изучающие классиков. Гугун, Тайбэй.

Чжань Цзыця́нь (кит. упр. 展子虔, пиньинь Zhǎn Zǐqián; работал во 2-й пол. VI века) — китайский художник.
Чжань Цзыцянь был прославленным художником, работавшим во время кратковременной империи Суй (581—618), которая была недолгой интерлюдией перед установлением империи Тан. При первом суйском императоре, Вэнь-ди (581—604), население страны удвоилось — таков был самый положительный результат перехода от феодальной раздробленности и бесконечных междоусобиц к управлению из единого центра. Второй император, Ян-ди (604—618), затеял грандиозные проекты — строительство новой столицы, Лояна, и Великого канала, связывающего реки севера и юга Китая. Однако необузданная растрата людских и материальных ресурсов подорвала экономику, и укоротила время его правления.
Чжань Цзыцянь происходил из аристократической семьи, и получил хорошее образование. Прибыв в столицу империи из провинции, он поступил на чиновную службу, увлекся живописью, и вскоре оказался в фаворе у императора Вэнь-ди. Согласно сообщениям старинных трактатов, художник был очень разносторонним, работал во всех жанрах, и во всех форматах — от небольших свитков до росписей стен. Часто темами его живописи были сюжеты из буддийских и даосских притч. Он писал архитектурные сооружения, человеческие фигуры, животных (традиция утверждает, что особенно искусен он был в изображении лошадей), и жанровые сцены, но более всего блистал в пейзаже.
В трактатах перечисляются многие произведения Чжань Цзыцяня, но они не сохранились. Единственная картина, которую сегодня связывают с его именем — «Весенняя прогулка» (Пекин, Гугун). Это великолепный образец «сине-зеленого пейзажа», на котором изображены отдаленные горы с аристократической усадьбой, река, и компания, переправляющаяся с одного берега на другой. Однако кроме сюжета в картине есть настроение — цветущие сливы создают ощущение ранней весны и пробудившейся природы. В ней использованы не только голубые и изумрудные тона, но и золото, которым прописаны горы (этот прием часто использовал Ли Сысюнь, и художники его семьи).
Подобно большинству старинных произведений, картина проблематична, и не имеет окончательно установленной атрибуции. Поскольку это, по всей вероятности, не оригинал, а копия, созданная в эпоху Сун (960—1290), многие эксперты подозревают, что её красота есть следствие добавлений сунских художников — в эпоху Сун аристократичный сине-зеленый пейзаж был чрезвычайно популярен. Некоторые вообще полагают, что это копия с работы Ли Сысюня. Так или иначе, но китайская традиция считает пейзаж работой Чжань Цзыцяня, и кроме того, это превосходный образец ранней китайской живописи.
Кроме этой, самой известной работы художника, в критическом реестре китайской живописи, составленном Джеймсом Кэхиллом, числятся всего два произведения Чжань Цзыцяня: "Изучающие классиков" (альбомный лист, тушь и краски; Гугун, Тайбэй) - изображение учёных, штудирующих конфуцианский канон, и свиток с изображением "Пейзажа".